# To Pimp a Butterfly
To Pimp a Butterfly je třetí studiové a zároveň druhé album u major labelu amerického rappera Kendricka Lamara. Album bylo nahráno u Top Dawg Entertainment a Aftermath Entertainment a vydáno 16. března 2015. Oproti předchozímu albu je toto obohaceno prvky žánrů funk a free jazz. Na 57. a 58. předávání cen Grammy byl obsah alba oceněn celkem 6 cenami.

## O albu
Na začátku roku 2014 Kendrick Lamar oznámil, že vydá své třetí studiové album. Během roku nahrál okolo čtyřiceti nových písní, na kterých spolupracoval například s producenty, jakými jsou Dr. Dre, Tae Beast a Sounwave. Také oznámil, že při tvorbě nového alba nemyslel na úspěch toho předchozího.
Během léta 2014 nahrál několik písní s producentem Flying Lotus. Jedna z jejich spoluprací s názvem "Never Catch Me" byla vydána jako singl k producentovu albu You're Dead. Na tomto albu nakonec skončila jen jejich spolupráce "Wesley's Theory".
V září 2014 prohlásil, že na novém albu nebudou žádní přizvaní umělci. To nakonec nebylo splněno.
Dne 10. března 2015 přes Twitter a Instagram oznámil název alba To Pimp a Butterfly a zveřejnil obal. Název alba odkazuje na román To Kill a Mockingbird (Jako zabít ptáčka) od americké spisovatelky Harper Lee. Kendrick Lamar později v jednom interview uvedl, že původní název alba měl být Tu Pimp A Caterpillar, kdy začáteční písmena dávaly dohromady jméno Tupac (odkaz na rappera Tupaca Shakura). Později název změnil, nový název pro Lamara symbolizuje využití své slávy pro dobrou věc a odmítnutí být zneužit (pimped) šéfy hudebního průmyslu.

## Singly
V září 2014 vydal první singl s názvem "i", píseň se umístila na 39. příčce amerického žebříčku. V únoru 2015 byla oceněna dvěma cenami Grammy, a to za nejlepší rapovou píseň a za nejlepší rapový počin.
Následně vydal druhý singl, píseň "The Blacker the Berry", ten se v US žebříčku nejdříve neumístil, ale po vydání alba se umístil na 66. příčce US žebříčku.
V březnu byl vydán třetí singl "King Kunta", který se umístil na 58. příčce.
Na konci června 2015 byl vydán i singl "Alright" (82. příčka), současně s videoklipem.
Po vydání alba se v žebříčku Billboard Hot 100 umístily i písně "Wesley's Theory" (91.), "These Walls" (94.) a "Institutionalized" (99.). Ve stejný týden se v žebříčku Hot R&B/Hip-Hop Songs umístilo celkem 12 písní z alba.

## Po vydání
Album mělo být vydáno 23. března 2015, ale nakonec bylo vydáno překvapivě již 15. března na iTunes; na dvacáté výročí vydání alba Me Against the World od Tupaca Shakura. Dle šéfa labelu TDE Anthony Tiffitha byl předčasný release chybou od Interscope Records, ale Kendrick Lamar pravděpodobně o plánu překvapivého vydání věděl. Brzy poté byl odkaz na stažení smazán. Nakonec, dne 16. března 2015, bylo album vydáno ve všech digitálních obchodech. K distribuci fyzických kopií došlo až v následujících dnech.
Kendrick Lamar albem stanovil nový rekord počtu streamů na placené hudební službě Spotify, kdy zaznamenal 9,6 milionů streamů za pouhý jeden den. První odhady hovořily o možném prodeji až 325 000 kusů alba v první týden prodeje v USA. V první týden prodeje se nakonec v USA prodalo 324 403 kusů, album tím debutovalo na prvních příčkách US žebříčků. Současně zaznamenalo 39 milionů streamů. Ve druhý týden se prodalo dalších 106 551 kusů a zaznamenalo 17,9 milionů streamů. Ve třetí týden 53 456 prodaných kusů a 11,5 milionů streamů. Za první tři týdny tak album zaznamenalo prodej 484 410 kusů alb a tím certifikaci zlatá deska. V únoru 2016 bylo album certifikováno společností RIAA jako platinová deska (1 milion ks v distribuci). Důvodem byla změna pravidel RIAA, která začala přičítat i streamování audio a video obsahu alb. Do března 2016 se v USA prodalo 850 000 kusů alba.

## Ohlasy kritiků
Na internetovém agregátoru recenzí Metacritic si album drží hodnocení 96 bodů ze 100. S původním skóre 98 ze 100 bylo nejlépe hodnoceným mainstreamovým albem od roku 2000.
Hudební redaktor Radia Wave Jiří Špičák na albu oceňuje inspiraci žánry jazz či funk, provázanost textů a vhled od afroamerické kultury v USA. Píše: „Kendrick Lamar tento vhled podává způsobem, který jej spíš než vedle rapových konkurentů Drakea nebo Kanye Westa řadí do proudu, který svými deskami nastartovali Curtis Mayfield nebo Marvin Gaye“. Hudební redaktor Radia Wave Karel Veselý naopak kritizuje, že ambiciózní album pouze oťukává hranice žánru, a píše: „To Pimp a Butterfly zkouší jít cestou evoluce, a přestože nabízí zajímavý upgrade jeho stylu, klesá zároveň do kolen pod tíhou vlastních ambicí – obsáhnout černošskou hudbu v celé komplexnosti“.
Další hudební redaktor Radia Wave Miloš Hroch na albu ocenil společenský a politický přesah, když napsal: „Svůj lid chce Lamar sjednotit. Když se v rapu dotýká otroctví z dob kolonialismu, odkazuje na Martina Luthera Kinga, vůdce Černých panterů Hueyho Newtona nebo vede imaginární rozhovor se svým rapovým hrdinou Tupacem ze záhrobí. Lamarova deska tak funguje i jako učebnice afroamerických dějin“. Hudební server Musive.cz o albu napsal: „Přes hodinu a čtvrt dlouhý opus magnum není lehce přístupný, ale jakmile se poddáte až filmovému stylu vyprávění jednotlivých skladeb, nebudete moct přestat. Hudebně album nemá žádné hranice a pohybuje se od jazzu po funk až po agresivní rap.“
Redaktor internetové mutace časopisu Full Moon Jakub Béreš o albu napsal: „To Pimp a Butterfly je skvostné hudební dílo, které v sobě vedle klasického a moderního hip hopu míchá prvky funky a jazzu“. Současně ocenil přechod z osobní roviny na politicko společenskou. Redakce internetové mutace časopisu Bbarák ve své recenzi alba uvedla: „(Kendrick Lamar) Popisuje jak se z housenky (kluk z hoodu) vylíhne motýl (úspěšný umělec). Kukla je zde reprezentována jako slává a mysl umělce, který ji zažívá. Pimpem, tedy motýlovým pasákem, je hudební průmysl a strýček Sam, který chce skrz hudebníka oslavovat stereotypy a násilí v černé komunitě“.

## Ocenění
Na 57. předávání cen Grammy z roku 2015 vyhrál dvě ceny za píseň „i“. Na 58. předávání cen Grammy z roku 2016 obdržel 11 nominací. Z nich proměnil pět, a to za nejlepší rapové album (To Pimp a Butterfly), dvě za píseň „Alright“, jednu za píseň „These Walls“ a jednu za nejlepší videoklip („Bad Blood“ – Taylor Swift ft. Kendrick Lamar). Album To Pimp a Butterfly tedy bylo oceněno celkem šesti cenami Grammy.

## Seznam skladeb
| Pořadí         | Název                                                        | Hudba                                                                    | Text | Délka |
| -------------- | ------------------------------------------------------------ | ------------------------------------------------------------------------ | --- | ----- |
| 1.             | Wesley's Theory (ft. George Clinton & Thundercat)            | Flying Lotus, Ronald 'Flippa' Colson, Sounwave (Add.), Thundercat (Add.) | Kendrick Duckworth, George Clinton, Steven Ellison, Ronald Colson, Stephen Bruner, Boris Gardiner                                | 4:47  |
| 2.             | For Free? (Interlude)                                        | Terrace Martin                                                           | K. Duckworth, Terrace Martin, R. McKinney                                                                                        | 2:10  |
| 3.             | King Kunta                                                   | Sounwave, Terrace Martin (Add.)                                          | K. Duckworth, S. Bruner, Johnny Burns, Michael Jackson, Ahmad Lewis, Stefan Gordy                                                | 3:54  |
| 4.             | Institutionalized (ft. Bilal, Anna Wise & Snoop Dogg)        | Rahki, Frederik 'Tommy Black' Halldin                                    | K. Duckworth, Columbus Smith, Fredrik Halldin, Sam Barsh                                                                         | 4:31  |
| 5.             | These Walls (ft. Bilal, Anna Wise & Thundercat)              | Terrace Martin, Larrance Dopson, Sounwave (Add.)                         | K. Duckworth, T. Martin, Larrance Dopson, James Fauntleroy, R. McKinney                                                          | 5:00  |
| 6.             | u                                                            | Taz Arnold AKA Ti$A, Whoarei, Sounwave (Add.)                            | K. Duckworth, Taz Arnold, Michael Brown                                                                                          | 4:28  |
| 7.             | Alright                                                      | Pharrell Williams, Sounwave                                              | K. Duckworth, Pharrell Williams, Mark Spears                                                                                     | 3:39  |
| 8.             | For Sale? (Interlude)                                        | Taz Arnold AKA Ti$A, Sounwave (Add.), Terrace Martin (Add.)              | K. Duckworth, T. Arnold | 4:51  |
| 9.             | Momma                                                        | Knxwledge, Taz Arnold AKA Ti$A                                           | K. Duckworth, Glen Boothe, T. Arnold, Sylvester Stewart, Lalah Hathaway, Rahsaan Patterson, Rex Rideout                          | 4:43  |
| 10.            | Hood Politics                                                | Tae Beast, Sounwave, Thundercat                                          | K. Duckworth, Donte Perkins, M. Spears, S. Bruner, Sufjan Stevens                                                                | 4:52  |
| 11.            | How Much a Dollar Cost (ft. James Fauntleroy & Ronald Isley) | LoveDragon                                                               | K. Duckworth, T. Martin, Josef Leimberg, R. McKinney, J. Fauntleroy, Ronald Isley                                                | 4:21  |
| 12.            | Complexion (A Zulu Love) (ft. Rapsody)                       | Thundercat, Sounwave, Terrace Martin (Add.), Antydote (Add.)             | K. Duckworth, S. Bruner, M. Spears, Marlanna Evans                                                                               | 4:23  |
| 13.            | The Blacker the Berry (ft. Assassin)                         | Boi-1da, KOZ, Terrace Martin (Add.)                                      | K. Duckworth, Matthew Samuels, Stephen Kozmeniuk, K. Lewis, Brent Kolatalo, Jefferey Campbell, Alexander Izquierdo, Zale Epstein | 5:28  |
| 14.            | You Ain't Gotta Lie (Momma Said)                             | LoveDragon                                                               | K. Duckworth, T. Martin, R. McKinney, J. Leimberg, M. Spears                                                                     | 4:01  |
| 15.            | i (Extended verze)                                           | Rahki                                                                    | K.Duckworth, C. Smith, R. Isley, O'Kelly Isley, Ernie Isley, Marvin Isley, Rudolph Isley, Chris Jasper                           | 5:36  |
| 16.            | Mortal Man                                                   | Sounwave                                                                 | K. Duckworth, M. Spears, S. Bruner, Fela Anikulapo                                                                               | 12:07 |
| Celková délka: | Celková délka:                                               | Celková délka:                                                           | Celková délka: | 78:51 |

### Samply
- Píseň "Wesley's Theory" obsahuje části písně "Every Nigger Is A Star" od Boris Gardiner.
- Píseň "King Kunta" obsahuje části písní "Get Nekkid" od Mausberg, "Smooth Criminal" od Michael Jackson, "The Payback" od James Brown a "We Want The Funk" od Ahmad.
- Píseň "Alright" obsahuje remixované části písně "Presidential" od Rick Ross a Elijah Blake.
- Píseň "Momma" obsahuje části písně "On Your Own", as performed by Lalah Hathaway.
- Píseň "Hood Politics" obsahuje části písně "All for Myself" od Sufjan Stevens.
- Píseň "How Much A Dollar Cost?" obsahuje části písně "Pyramid Song" od Radiohead.
- Píseň "The Blacker the Berry" obsahuje části písně "It's Your Thing" od Cold Grits.
- Píseň "i" obsahuje části písně "That Lady" od The Isley Brothers.
- Píseň "Mortal Man" obsahuje části písně "I No Get Eye for Back" od Houston Person a interview mezi Matsem Nileskarem a Tupacem Shakurem (pro P3 Soul Broadcasting Corporation, z listopadu 1994).